# Illfurth
Illfurth [ilfyʁt] (deutsch Illfurt) ist eine französische Gemeinde mit 2428 Einwohnern (Stand 1. Januar 2022) im Département Haut-Rhin in der Region Grand Est (bis 2015 Elsass). Sie ist Sitz des Gemeindeverbandes Sundgau.

## Geografie
Illfurth liegt zwischen Frœningen und Tagolsheim, zehn Kilometer südwestlich von Mülhausen und wird vom Rhein-Rhône-Kanal passiert. Die Largue fließt in Illfurth in die Ill.

## Geschichte
Der Name Illfurth ist germanischen Ursprungs und bedeutet Furt in der Ill. Das Oppidum von Britzgyberg bei Illfurth beweist, dass die Gegend schon in der Hallstattzeit besiedelt war.
Illfurt gehörte bis 1324 zur Grafschaft Pfirt, danach bis 1648 dem Haus Habsburg. Seither ist es Teil Frankreichs.

## Bevölkerungsentwicklung
| Jahr      | 1962 | 1968 | 1975 | 1982 | 1990 | 1999 | 2007 | 2019 |
| Einwohner | 1590 | 1671 | 1721 | 1692 | 1828 | 1955 | 2282 | 2473 |

## Kultur und Sehenswürdigkeiten
Die Ruinen des Oppidum auf dem Britzgyberg sind in das Zusatzverzeichnis der Monuments historiques (Denkmale) eingetragen.
Die Motte von Küppele steht zwischen Illfurth und Zillisheim. Sie wurde 1857 bei archäologischen Ausgrabungen entdeckt.
Die von 1968 bis 1970 errichtete Pfarrkirche St. Martin in Illfurth hat ein auffälliges Aussehen, für das die Architekten Pierre Ganton aus Lyon und Leo Schlegel aus Lutterbach stehen. Die Form der Kirche beschreibt eine Pyramide, wobei das Schieferdach fast bis auf den Boden heruntergezogen wurde. Der Pfarrhaus-Anbau im Nordosten wurde dabei mit in das Gesamtkonzept integriert.
Der deutsche Soldatenfriedhof in Illfurth wurde im April 1920 von den französischen Militärbehörden angelegt. Auf ihm ruhen 1964 deutsche Gefallene des Ersten Weltkrieges, unter ihnen der am 2. August 1914 gefallene Kavallerieleutnant Albert Otto Mayer, einer der ersten Toten des Ersten Weltkrieges.
Im Südwesten Illfurths steht die sogenannte Burnkirch. Das von einem Friedhof umgebene Gotteshaus aus dem 8. Jahrhundert war einst die Mutterkirche (Ecclesia matrix) des Dorfes. Die Wandmalereien aus dem 15. Jahrhundert stehen unter Denkmalschutz. Sehenswert ist auch das Grab des Ritters Gottfried von Burnkirch.

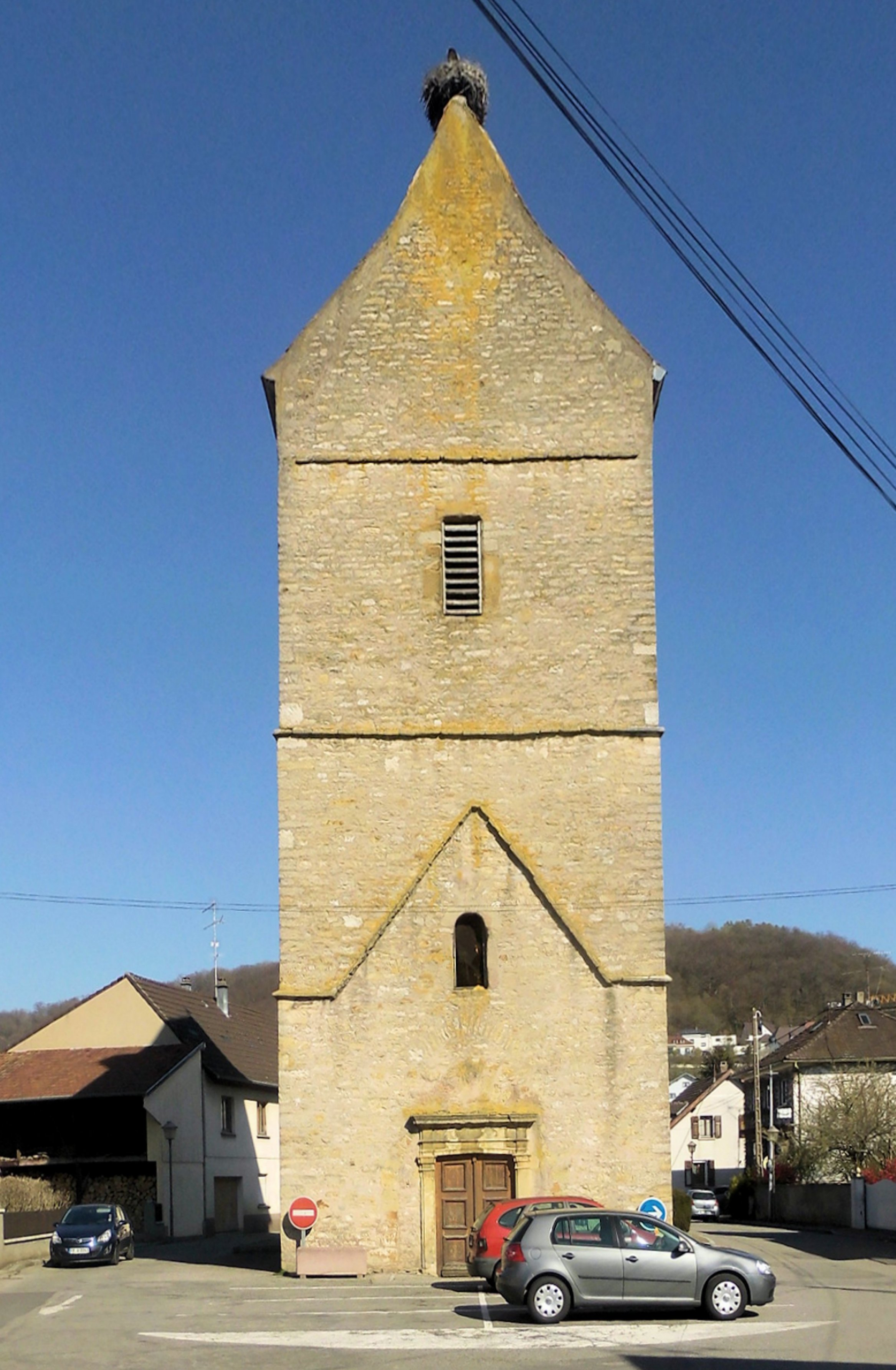
Turm als Rest der ehemaligen Kapelle Saint-Nicolas
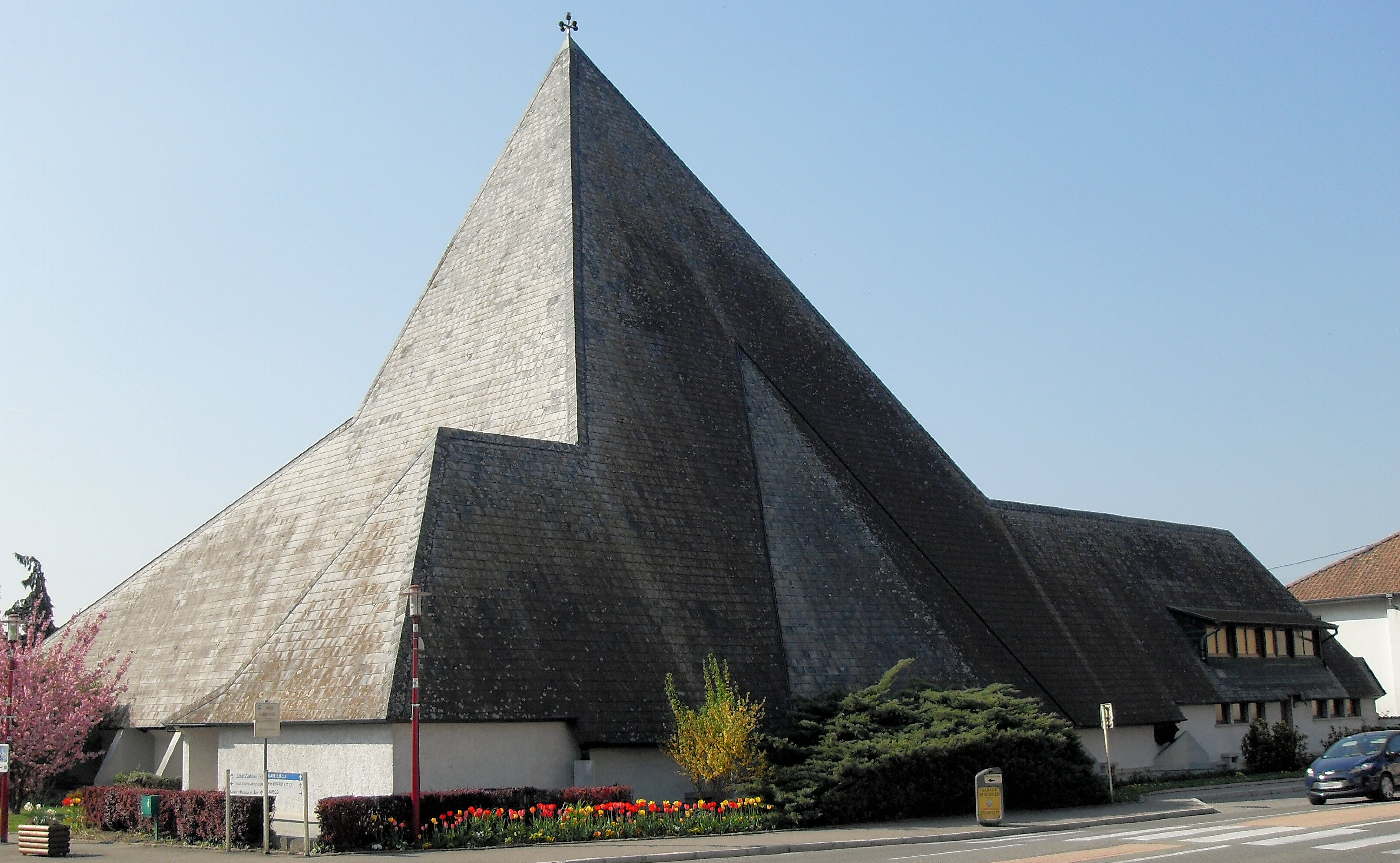
Kirche Saint-Martin
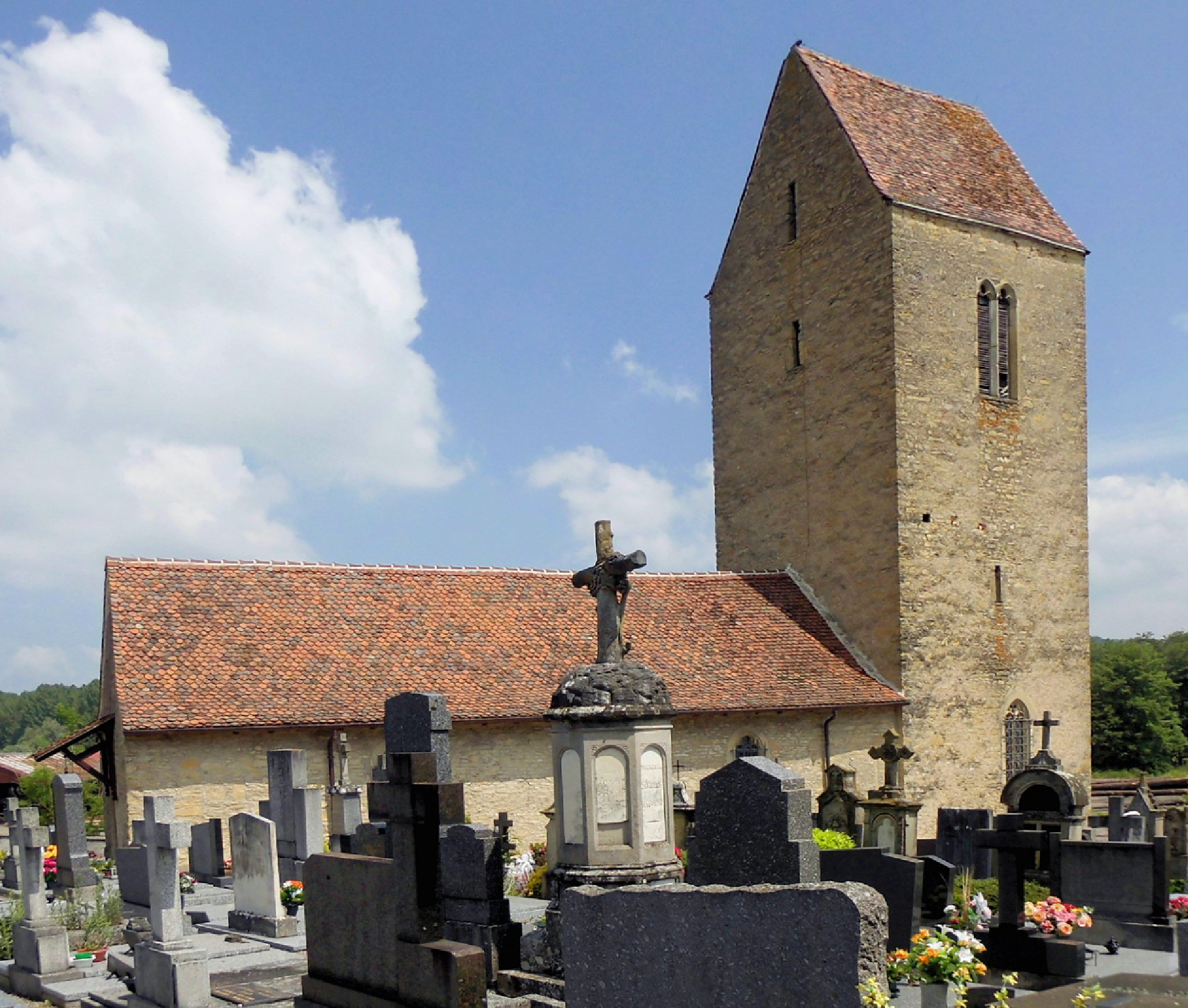
Burnkirch
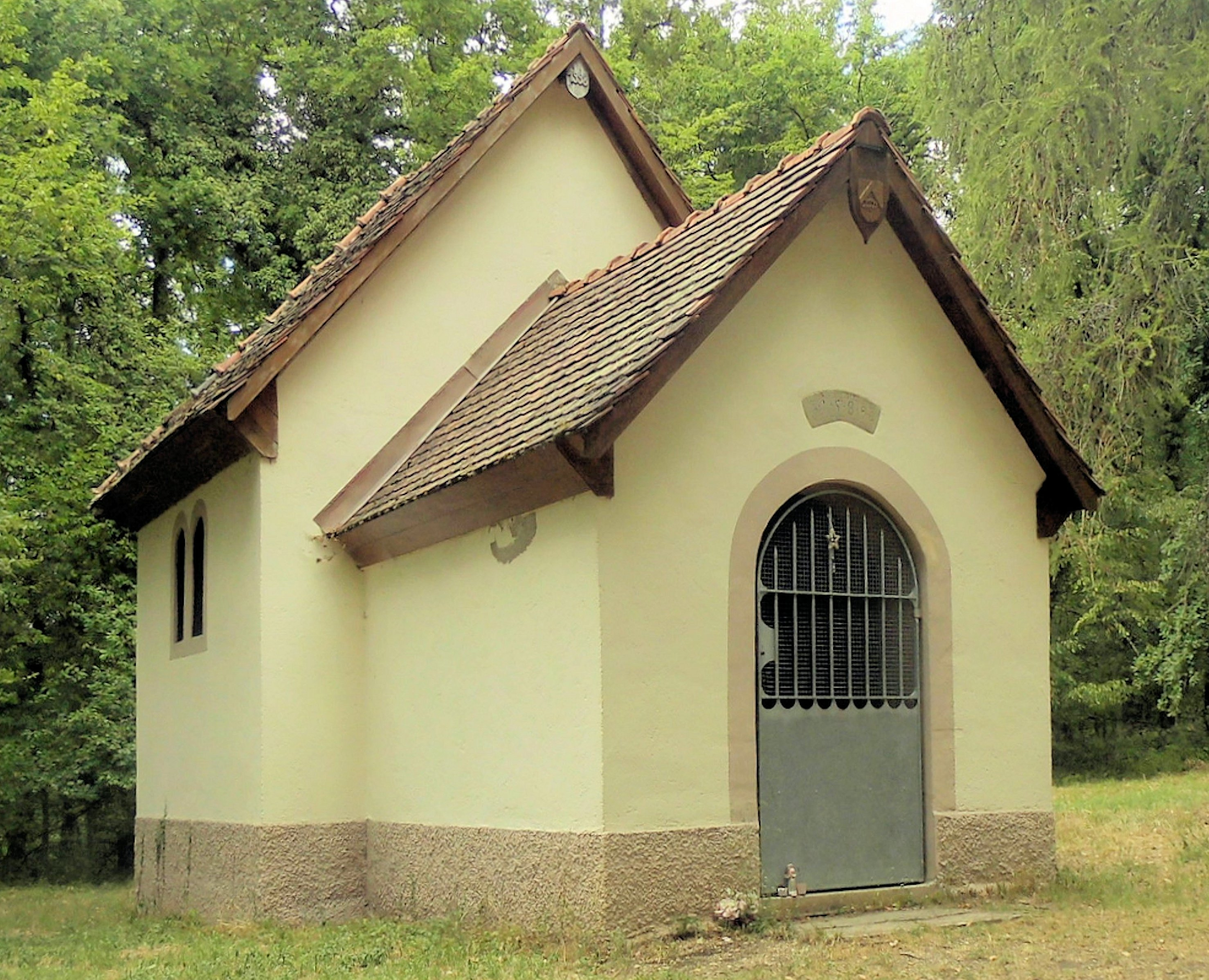
Kapelle Saint-Brice

## Wirtschaft und Infrastruktur
Illfurth besitzt einen Bahnhof an der Bahnstrecke Paris–Mulhouse, an diesem halten Züge des TER Grand Est und TER Franche-Comté. 
Haupterwerbszweige der Illfurthois sind Ackerbau, Obstbau und die Zucht von Hausrindern und Hausschweinen.